# Indiaroba
Indiaroba é um município brasileiro do estado de Sergipe. Está localizado no litoral sul do estado, fazendo divisa com o Estado da Bahia.

## História
Seu Povoado, Pontal, foi “palco” juntamente com Mangue Seco, povoado de Jandaíra, município ao norte da Bahia que faz divisão de boa parte do território com Indiaroba, do famoso romance Tieta do Agreste, do renomado escritor Jorge Amado.
Em sua monografia Festa do Divino Espírito Santo, padroeiro de Indiaroba, a Profª. Maria Francisca dos Anjos, da UFS (2001:10), comenta que por muito tempo a tarefa de esclarecer a origem da cidade tem sido realizada com dificuldade por muitos pesquisadores e historiadores. Isto está conexo à insuficiência de fontes que sirvam de elementos necessários para pesquisas sobre o pequeno município, estorvando assim construir sua história. Ainda, Anjos (2001:11) cita o padre Fernando A. Soares (1986: 68), que já observava no livro A vivência do Divino na tradição de um povo, a carência de dados encontrados, principalmente em documentos concernentes às datas do processo que define a ascensão do município às categorias de freguesia, vila e cidade.
Indiaroba fica entre os rios Piauí ao norte e Real ao sul que hoje forma o município. Foi antigamente, por quase um século, um território alvo de disputas de comarca, entre os municípios de Abadia ao lado da Província da Bahia e Santa Luzia do Rio Real (hoje Santa Luzia do Itanhi) do lado de Sergipe. Essas primeiras disputas se prolongaram até pouco depois da criação de Abadia instalada pelo ouvidor de Sergipe em 1728. Outras questões foram debatidas até Indiaroba pertencer a Sergipe como mencionaremos adiante.
Os franceses que desde 1575 excursionaram pelo rio Real, com a ajuda dos indígenas, não deixaram resquícios de sua passagem por aquelas terras, mas documentos confirmam que foram os primeiros povos etnicamente brancos a aportarem na região, onde, com auxílio dos nativos, contrabandeavam madeira e outras riquezas naturais.
A conquista de Sergipe, por Cristóvão de Barros, em 1590, foi o marco também da divisão em relação às primeiras sesmarias  da região, precisamente em 1596, quando se estabeleceram diversas colônias com suas fazendas de gado.
Em 1750, segundo Góes (2002: 100), padres jesuítas que vinham de Santa Luzia através do rio Sagüim, fundaram um hospício e a capela de Nossa Senhora do Carmo, hoje povoado Convento. A povoação era denominada Feira da Ilha por causa de comerciantes que traziam produtos da Abadia (Bahia). Posteriormente, o nome foi alterado para Terra do Divino Espírito Santo.
O historiador Luis Soutelo (2000: 44) comenta que em 1787 as lutas no território Bahia-Sergipe se intensificam em virtude das rivalidades entre capitães-mores José de Oliveira Campos de Abadia (hoje Cachoeira de Abadia-Ba) e Manoel Francisco da Cruz e Lima, de Santa Luzia do Rio Real-Se. Esses dados sobre o passado distante de Indiaroba podem ainda ser comprovados na leitura de determinados documentos, que tratam da história de Sergipe até o século XIX.
Hoje, a produção do município é tanto da pecuária quanto da lavoura de cana-de-açúcar e o algodão. Atualmente é comum encontrar fazendas da região instalando tanques para o cultivo de camarão, fundamental na culinária local e utilizado para exportação comercial.
Para o historiador Clodomir Silva (1920: 193), citado em Anjos (2001:12), entende-se que o limite geográfico passou por alteração de caráter religioso, político-administrativo e que nos favorece uma compreensão da cidade de Indiaroba nos dias atuais. Ainda sobre o assunto, Clodomir Silva, conceitua estas questões políticas e administrativas que estavam envolvidas na sua história. Cita:
A lei de 31 de janeiro de 1845 declarou que ficava em lugar o artigo da lei de 6 de março de 1841 que elevou a capela do povoado do Espírito Santo à Freguesia, a qual fica pertencendo ao município de Santa Luzia. (Clodomir Silva, apud Anjos, 2001: 12).
Na mesma monografia (2001: 14), encontramos relatos sobre a atual vila do Espírito Santo, que teve sua capela erguida a freguesia pela Lei no 65 de 6 de março de 1841.  Conforme documentação passa-se a concepção de categorias de Villa à Freguesia do Espírito Santo. Tal trabalho relata que:
Art. 1o – Fica sem efeito o art. 2o da Lei no 162 de 20 de março de 1846, em pleno vigor a concepção da categoria Villa à Freguesia do Espírito Santo.
Art. 2o – O governo da província providenciará para que na próxima época das eleições se proceda a eleição da respectiva Câmara Municipal, para ter lugar então a instalação da mesma Villa.
Art. 3o – Ficarão revogadas as disposições em contrário. Paço da Assembleia Legislativa Provincial de Sergipe aos 24 de maio de 1848. (idem, 2001: 15)
No século seguinte, precisamente em 28 de março de 1938, Indiaroba inicia uma nova etapa com a emancipação política, sendo o Sr. Antônio Ramos da Silva, o primeiro Prefeito do município.
Atualmente, a expansão turística do litoral da Bahia até Sergipe, com os complexos hoteleiros existentes e a abertura da Linha Verde tornou Indiaroba porta de entrada do Estado sergipano.
- A Filarmônica do Divino Espírito Santo:

Já a história da Banda Filarmônica do Divino, que completou recentemente 15 anos de fundação, é bem mais atual. Surgida em 22 de maio de 2000 na gestão do então Prefeito Municipal Raimundo Mendonça de Araújo, sendo o fundador o Prof.Dr.Marcos Moreira. É denominada assim por causa do padroeiro do município; o Divino Espírito Santo. É uma atividade pertencente aos objetivos educacionais propostos pela Secretaria de Educação, vinculada à prefeitura municipal e sob coordenação do Departamento de Música do Centro Social da Paróquia do Espírito Santo (CSOPES). O CSOPES é uma entidade católica local de fins sócio-filantrópicos, que viabilizou o projeto junto à Prefeitura, em parceria com o Projeto Bandas de Música promovido pelo Governo Federal, através da Secretaria de Música do Ministério da Cultura, a Funarte e Governo do Estado de Sergipe (por meio da Secretaria do Estado da Cultura).
Era necessária, para o município, a inclusão de um grupo musical local para as diversas atividades e eventos tradicionais como, por exemplo, a Festa do Divino Espírito Santo, a principal festa do município ribeirinho. Sobre isto, no ano de 2003 na 53ª edição da Festa, houve o batizado da filarmônica indiarobense, na igreja matriz, solenidade que ficou como um importante fato histórico da festa e da cidade.
A Banda também foi tema de dissertação de mestrado Aspectos Históricos, Pedagogicos e sociais nas filarmonicas do divino e nossa senhora da conceição; do Estado de Sergipe, apresentada e defendida no programa de pós graduação em Música da UFBA-Universidade Federal da Bahia, pelo Prof. Marcos Moreira em 2007.
Ilustração 4. Fotografia da 1º formação da Banda Filarmônica do Divino em 7 de setembro de 2001. Ao centro, Maestro José Alípio Martins. (fonte: Moreira, M; pesquisa de campo do curso de Especialização , 2001).
Por curiosidade e abrindo um parêntese, na história das festas do Divino pelo Brasil, há importância significativa da banda de música nestes eventos, não só no nordeste como em outras regiões, outros estados.
Assim, tratando de uma manifestação secular e dando margem a este conceito histórico, era um sonho antigo na comunidade ter sua própria agremiação musical.
A assembleia geral e extraordinária do CSOPES em 22 de maio de 2000 teve por finalidade alterar os estatutos da instituição, buscando, entre outras questões, eleger e dar posse ao Diretor do futuro Departamento de Coral, Filarmônica e Escola de Música. Conforme edital publicado no CSOPES, segundo o presidente da referida assembleia, o Sr. Benedito Ferreira Costa Bitencourt, sócio e conselheiro da agremiação, determinou-se o que se segue em ata referindo-se a criação da instituição Filarmônica, Coral e Escola de Música:
“Art. 2º letra ‘h’; Criação e instalação de uma Filarmônica, Coral e Escola de música com o objetivo de promover o desenvolvimento e a difusão da arte musical e do ensino da música no município.” (Moreira, 2002: 35).
Ainda sobre o citado documento em seu Art. 20º, diz:
“Compete ao seu diretor: a) Estimular a prática musical na comunidade”. b) Proporcionar a formação de músicos... e) “Promover a seleção de músicos para fins de Mestre e regente de banda; desenvolver atividades afins”. (idem: 35).
A partir de então foi designado o Profº Marcos dos Santos Moreira, licenciado em Música pela UFBA e aprovado em concurso municipal indiarobense do referido ano para a vaga de educação artística. O mesmo foi designado o Coordenador de Arte e Diretor deste departamento, sendo depois também, seu regente no ano de 2004. Por Lei, a Filarmônica só poderia receber os instrumentos vindos do Governo Federal se fosse uma instituição não pública e sem fins lucrativos.
Então foi proposto pela Prefeitura local que a Filarmônica pertencente juridicamente ao CSOPES, mas fosse mantida pelo governo municipal e atrelada à Secretaria de Educação. Agraciada com um kit de dezoito instrumentos, deu-se início as atividades, onde a pedido do coordenador, foi acertado com a prefeitura, mais um profissional específico  da área de música. Para auxiliar neste processo da seleção, o contratado escolhido foi o Professor José Alípio Martins, formado em regência pela UFBA. O Regente/Profº Martins trabalhou a frente do grupo titular durante os anos de 2000 à 2003.

## Geografia
Localiza-se a uma latitude 11°31'09" sul e a uma longitude 37°30'42" oeste, estando a uma altitude de 26 metros.  Sua população estimada em 2010 era de 15.861 habitantes.
Possui uma área de  311,4 km², o que corresponde a uma densidade populacional de 50,58 hab/km², em dados do IBGE de 2010.